# Le Retour du gendarme de Abobo
Pour plus de détails, voir Fiche technique et Distribution.
Le Retour du gendarme de Abobo est une comédie ivoirienne réalisée par Anton Vassil et sortie en 2025,. C'est la suite de Le Gendarme de Abobo, sorti en 2019.

## Synopsis
L'histoire est la suite des mésaventures du gendarme Kipré Gokou (Michel Gohou), qui doit cette fois mener une équipe ivoirienne dans une compétition de gendarmerie internationale.
Dans ce cadre, son partenaire est à nouveau le Lieutenant Leblanc (Ray Reboul,) gendarme français spécialisé dans la lutte antiterroriste et fils illégitime du Président de la République Française.
Face à eux, des équipes du Mali, du Burkina Faso, du Sénégal et du Cameroun s'unissent pour faire tomber cette équipe mixte.
Une fois de plus, l'adjudant-chef Gokou et le lieutenant Leblanc doivent sauver la Côte d’Ivoire et prouver qu’ils sont deux super gendarmes.

## Fiche technique
Sauf indication contraire, les informations mentionnées dans cette section peuvent être confirmées par les bases de données cinématographiques IMDb et Allociné,  présentes dans la section « Liens externes ».
- Titre original : Le Retour du gendarme de Abobo
- Réalisation : Anton Vassil[3]
- Scénario : Anton Vassil et Eugénie Koffi
- Musique : DJ Arafat, Serge Beynaud, Toofan
- Décors :
- Costumes :
- Photographie :
- Son :
- Montage :
- Production : Anton Vassil, Maimouna Coulibaly et Bernard Stroiazzo
- Société de production : B-Mol Productions
- Société de distribution :
- Pays de production :  Côte d'Ivoire
- Langue originale : français
- Genre : Comédie[4]
- Durée : 120 minutes
- Dates de sortie :
  - Côte d'Ivoire : 4 avril 2025[5],[6]
  - France : 11 juin 2025

## Distribution
- Michel Gohou
- Ray Reboul
- Fingon Tralala
- Oyou
- Niankou
- Tanor bou Diourbel
- Le Magnific
- Bienvenue Dodo